# Коуди
Коуди (на английски: Cody) е град в окръг Парк, щата Уайоминг, САЩ. Коуди е с население от 8835 жители (2000) и обща площ от 24,7 km². Намира се на 1523 m надморска височина. ЗИП кодът му е 82414, а телефонният му код е 307.